# Karim Boumedjane
Karim Boumedjane (ur. 27 kwietnia 1974) – francuski judoka. Startował w Pucharze Świata w latach 1995-1999. Brązowy medalista mistrzostw Europy w drużynie w 1995. Trzeci na ME juniorów w 1994, a także na mistrzostwach Francji w 1994, 1996 i 1997 roku.